# Wyndham Clark
Wyndham Clark, född 9 december 1993, är en professionell amerikansk golfspelare.

## Karriär
Clark blev professionell 2017. Han har vunnit 3 tävlingar på PGA-touren. Bland annat har han vunnit U.S. Open år 2023. År 2024 vann han AT&T Pebble Beach Pro-Am ett slag före Ludvig Åberg.